# Quinneys (film 1919)
Quinneys è un film muto del 1919 diretto da Herbert Brenon, Maurice Elvey e Rex Wilson

## Produzione
Il film fu prodotto dalla G.B. Samuelson Productions.

## Distribuzione
Distribuito dalla Granger, il film uscì nelle sale cinematografiche britanniche nel marzo 1919.